# Bandera Caja Cantabria

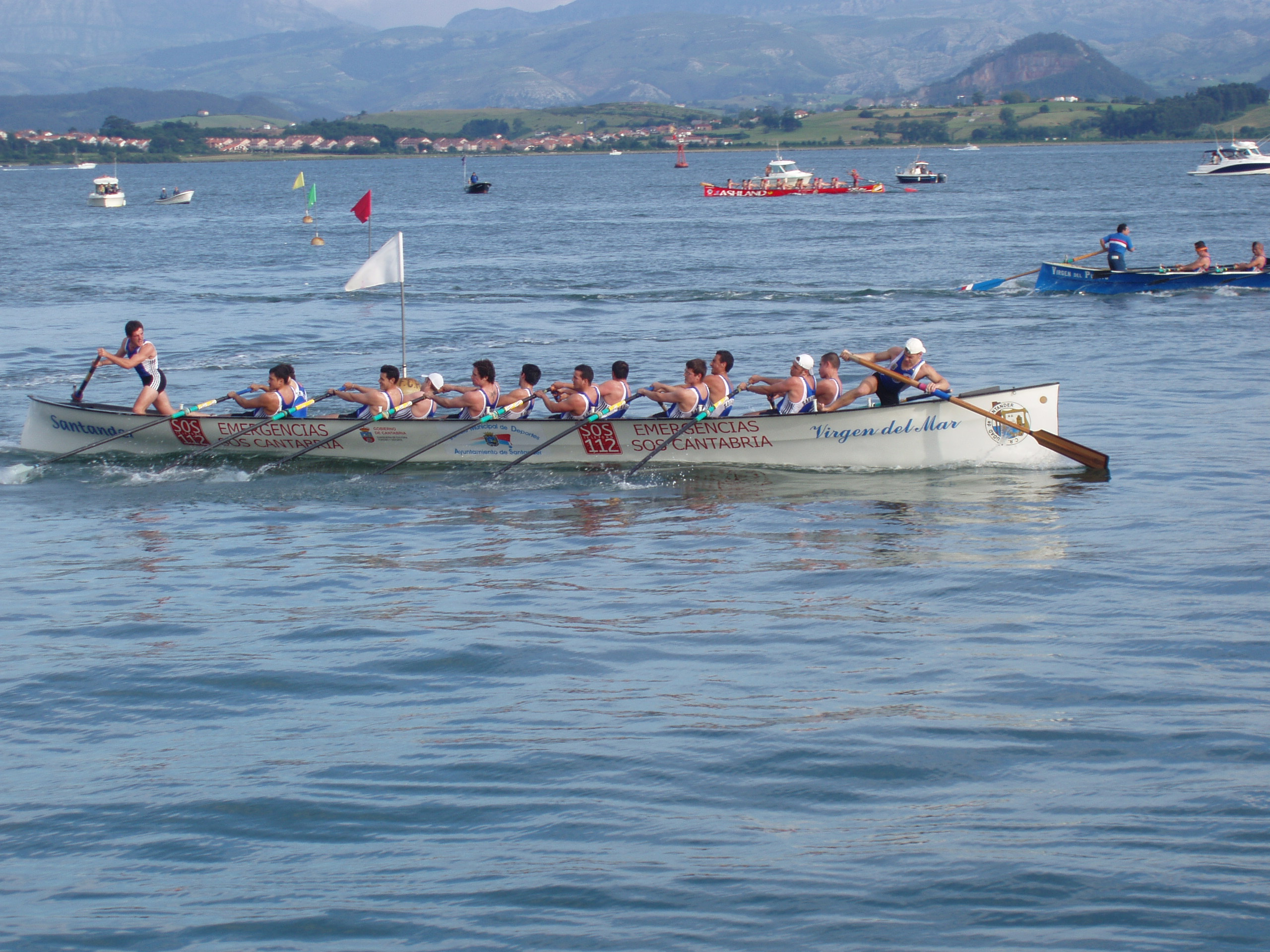
El C.R.C. Santander en la bandera Caja Cantabria 2008.

La Bandera de Caja Cantabria fue una competición anual de remo, concretamente de traineras, que se disputó entre los años 1998 y 2012 en Santander y Castro-Urdiales (Cantabria) y patrocinada por organizada por la entidad bancaria Caja Cantabria.

## Historia
La primera edición de la regata tuvo lugar en 1998 en Santander. El recorrido fue el mismo que la Bandera Sotileza y se disputó en tres tandas. En la primera regatearon Colindres, Pontejos y Castro, que obtuvo el mejor tiempo con 20 minutos y 38 segundos. En la segunda tanda remaron Camargo, Pedreña y el Ciudad de Santander, imponiéndose este último a sus rivales. En la última tanda, disputada entre La Maruca, Santoña y Astillero, ganaron los astillerenses, que superaron el tiempo de Ciudad de Santander, pero no el de Castro, que ganó la regata. Ese mismo año había llegado a Castro el entrenador oriotarra José Luis Korta y el equipo había vuelto a conseguir títulos.
Al año siguiente se realizó en Brazomar, Castro-Urdiales. En la edición de 2000 se realizó a dos jornadas, sumando los tiempos del Campeonato Regional y otra regata el día anterior. En 2001 y 2003 la regata se celebró al mismo tiempo que el Campeonato de Cantabria, en 2001 en la primera jornada de éste.
La edición de 2005, disputada el 12 de junio a las 20 horas, tuvo seis participantes, los tres de la Liga ACT (Astillero, Castro y Pedreña) y los tres de la Liga Federativa (Laredo, Ciudad de Santander y Pontejos). Fue muy reñida entre los clubes de Astillero y Castro. Finalmente fueron los primeros quienes se adjudicaron la regata por tan solo 39 centésimas. Pedreña fue tercero a 5 segundos. En el año 2006, las tandas fueron las siguientes: Pontejos, Laredo, Camargo y Colindres, en la primera; Astillero, Castro, Pedreña y Ciudad de Santander, en la segunda. La victoria fue para Castro, que aventajó en 8 segundos a Pedreña y en 29 a Astillero.
En el año 2007, X edición, fue la trainera de Pedreña la que se impuso en la prueba por delante de Castro y Laredo a los que aventajó en 12 y 13 segundos. En el año 2008, la Astillero se impuso en la primera de las competiciones que se celebran en junio a Pedreña y a Castro a las cuales aventajó en 7 y 8 segundos respectivamente. En 2011 se permitió la presencia de traineras de fuera de Cantabria, que compitieron en la primera tanda. Primero salieron San Pedro y Fuenterrabía, y a los dos minutos Orio, San Juan y Urdaibai, todos ellos de la Liga ACT. En la segunda tanda disputaban la prueba Santoña, Colindres, Ciudad de Santander y Pontejos, y por último los cuatro componentes cántabros de la ACT, Castro, Astillero, Pedreña y Camargo.
En 2012 participaron nueve traineras el 10 de junio a las 12 horas. En la primera tanda salieron las embarcaciones Castreña y Pontejos, y dos minutos después Colindres, Santoña y Ciudad de Santander. En la segunda tanda competirán los cuatro mejores del pasado anterior: Camargo, Astillero, Pedreña y Castro.
En 2013 la regata cambió de denominación, ya que la Caja Cantabria pasó a formar parte del Liberbank. Se iba a celebrar la primera edición de la Bandera Liberbank el 8 de junio a las 12 horas, pero surgieron problemas porque la asociación de los afectados por las preferentes en Castro-Urdiales presionó al club de la localidad para que no disputase la regata, ni tampoco su trainera B.

## Historial
| Edición | Año  | Localidad       | Ganador             | Segundo             | Tercero             |
| ------- | ---- | --------------- | ------------------- | ------------------- | ------------------- |
| I       | 1998 | Santander       | Castro              | Astillero           | Ciudad de Santander |
| II      | 1999 | Castro-Urdiales | Castro              | Ciudad de Santander | Pedreña             |
| III     | 2000 | Santander       | Ciudad de Santander | Astillero           | Castro              |
| IV      | 2001 | Santander       | Castro              | Astillero           | Pedreña             |
| V       | 2002 | Castro-Urdiales | Castro              | Astillero           | Pedreña             |
| VI      | 2003 | Santander       | Astillero           | Castro              | Pedreña             |
| VII     | 2004 | Santander       | Astillero           | Castro              | Pedreña             |
| VIII    | 2005 | Santander       | Astillero           | Castro              | Pedreña             |
| IX      | 2006 | Santander       | Castro              | Pedreña             | Astillero           |
| X       | 2007 | Santander       | Pedreña             | Castro              | Laredo              |
| XI      | 2008 | Santander       | Astillero           | Pedreña             | Castro              |
| XII     | 2009 | Santander       | Astillero           | Pedreña             | Castro              |
| XIII    | 2010 | Santander       | Pedreña             | Castro              | Camargo             |
| XIV     | 2011 | Santander       | Castro              | Astillero           | Pedreña             |
| XV      | 2012 | Santander       | Pedreña             | Castro              | Astillero           |

## Palmarés
| Victorias | Club                | Años                               |
| --------- | ------------------- | ---------------------------------- |
| 6         | Castro              | 1998, 1999, 2001, 2002, 2006, 2011 |
| 5         | Astillero           | 2003, 2004, 2005, 2008, 2009       |
| 3         | Pedreña             | 2007, 2010, 2012                   |
| 1         | Ciudad de Santander | 2000                               |